# J. League Division 1 2005
La temporada de 2005 de la J. League fue el decimotercer campeonato profesional de Japón celebrado en el país. Tuvo lugar desde el 5 de marzo hasta el 3 de diciembre de 2005, y tras la ampliación de clubes se contó con dieciocho equipos en J1 y doce en J2. Este año supuso un regreso al sistema de liga regular a ida y vuelta.
El vencedor de ese año fue Gamba Osaka.

## Ascensos y descensos
| Pos | Ascendidos de la J. League Division 2 2004 |
| --- | ------------------------------------------ |
| 1.º | Kawasaki Frontale                          |
| 2.º | Omiya Ardija                               |

| Descendidos en la temporada 2004 |
| -------------------------------- |
| No hubo                          |

- De esta manera, el número de participantes aumentó a 18.

## Sistema del campeonato
El número de clubes aumentó a dieciocho en J1 y a doce en la J2, con dos debutantes: Thespa Kusatsu y Tokushima Vortis. El campeón de liga se clasifica para la Liga de Campeones de la AFC. En cuanto al descenso, los dos últimos perdían la categoría mientras que el antepenúltimo disputaba una promoción a ida y vuelta frente al tercer clasificado de la J2.

### Equipos de la J. League 1
| - Albirex Niigata - Cerezo Osaka - FC Tokyo - JEF United Ichihara - Gamba Osaka - Júbilo Iwata |  | - Kashima Antlers - Kashiwa Reysol - Kawasaki Frontale - Nagoya Grampus Eight - Oita Trinita - Omiya Ardija |  | - Sanfrecce Hiroshima - Shimizu S-Pulse - Tokyo Verdy 1969 - Urawa Red Diamonds - Vissel Kobe - Yokohama F. Marinos |

### Equipos de la J. League 2
| - Avispa Fukuoka - Consadole Sapporo - Kyoto Purple Sanga - Mito HollyHock |  | - Montedio Yamagata - Sagan Tosu - Shonan Bellmare - Thespa Kusatsu |  | - Tokushima Vortis - Vegalta Sendai - Ventforet Kofu - Yokohama FC |

El sistema de competición en la J1 y la J2 es de liga regular. La J1 disputaba ida y vuelta, mientras que la J2 jugaba el doble de partidos con dos idas y dos vueltas. El sistema de puntuación es 3 puntos por victoria, 1 por empate y 0 por la derrota.

## J. League 1
El establecimiento de la liga regular como sistema estándar en las dos categorías supuso una nueva era en la J. League. Si bien este sistema se desechó tras el fracaso que supuso la temporada 1996, en esta ocasión se realizó para consolidar el campeonato en el panorama internacional. Por otra parte la afición estaba consolidada en la mayoría de los equipos, por lo que no se esperaba un descenso de asistencia a los campos con la renovación del sistema.
A partir del año 2005 se puso en marcha el conocido como Plan de los Cien Años, que se vio reflejado en la entrada de dos nuevos clubes procedentes de la semiprofesional JFL. Los clubes que quisieran ser profesionales debían vencer el campeonato o quedar entre los primeros para ascender, mientras que aquellos que no querían serlo (caso del Honda FC, uno de los rivales más fuertes de la JFL) podían mantenerse en esa categoría si así lo deseaban.
El paso a un sistema de liga regular afectó a la asistencia a los estadios en el caso de los equipos que aseguraban la permanencia, pero logró un notable interés al resolverse en las últimas jornadas. Hasta cinco equipos se mantuvieron en la lucha por el título, separados entre sí por tan solo dos puntos: Cerezo Osaka, Gamba Osaka, Urawa Red Diamonds, JEF United Ichihara y Kashima Antlers. En la última jornada Cerezo dependía de sí misma para obtener la Liga, pero empató 2-2 frente al FC Tokyo con un gol de los tokiotas en el minuto 89. Gamba Osaka, que venció 2-4 fuera de casa a Kawasaki Frontale, logró así su primer campeonato de J. League.
Descienden Vissel Kobe como colista y Tokyo Verdy, tradicional dominador del campeonato en sus primeros años y que bajó a J2 por terminar en penúltima posición. En la siguiente temporada se daría un caso curioso, ya que a pesar de descender Verdy jugaría competiciones internacionales al vencer en la Copa del Emperador. Kashiwa Reysol jugaría el partido de promoción.

### Clasificación
| Pos. | Equipo               | Pts. | PJ | G  | E  | P  | GF | GC | Dif. | Clasificación o descenso                                                           |
| ---- | -------------------- | ---- | -- | -- | -- | -- | -- | -- | ---- | ---------------------------------------------------------------------------------- |
| 1    | Gamba Osaka (C)      | 60   | 34 | 18 | 6  | 10 | 82 | 58 | +24  | Clasificado a la Liga de Campeones de la AFC 2006 y a la Copa de Campeones A3 2006 |
| 2    | Urawa Red Diamonds   | 59   | 34 | 17 | 8  | 9  | 65 | 37 | +28  |                                                                                    |
| 3    | Kashima Antlers      | 59   | 34 | 16 | 11 | 7  | 61 | 39 | +22  |                                                                                    |
| 4    | JEF United Chiba     | 59   | 34 | 16 | 11 | 7  | 56 | 42 | +14  | Clasificado a la Copa de Campeones A3 2006                                         |
| 5    | Cerezo Osaka         | 59   | 34 | 16 | 11 | 7  | 48 | 40 | +8   |                                                                                    |
| 6    | Júbilo Iwata         | 51   | 34 | 14 | 9  | 11 | 51 | 41 | +10  |                                                                                    |
| 7    | Sanfrecce Hiroshima  | 50   | 34 | 13 | 11 | 10 | 50 | 42 | +8   |                                                                                    |
| 8    | Kawasaki Frontale    | 50   | 34 | 15 | 5  | 14 | 54 | 47 | +7   |                                                                                    |
| 9    | Yokohama F. Marinos  | 48   | 34 | 12 | 12 | 10 | 41 | 40 | +1   |                                                                                    |
| 10   | F.C. Tokyo           | 47   | 34 | 11 | 14 | 9  | 43 | 40 | +3   |                                                                                    |
| 11   | Oita Trinita         | 43   | 34 | 12 | 7  | 15 | 44 | 43 | +1   |                                                                                    |
| 12   | Albirex Niigata      | 42   | 34 | 11 | 9  | 14 | 47 | 62 | −15  |                                                                                    |
| 13   | Omiya Ardija         | 41   | 34 | 12 | 5  | 17 | 39 | 50 | −11  |                                                                                    |
| 14   | Nagoya Grampus Eight | 39   | 34 | 10 | 9  | 15 | 43 | 49 | −6   |                                                                                    |
| 15   | Shimizu S-Pulse      | 39   | 34 | 9  | 12 | 13 | 40 | 49 | −9   |                                                                                    |
| 16   | Kashiwa Reysol       | 35   | 34 | 8  | 11 | 15 | 39 | 54 | −15  | Promoción J1/J2                                                                    |
| 17   | Tokyo Verdy 1969     | 30   | 34 | 6  | 12 | 16 | 40 | 73 | −33  | Descendido a J. League Division 2 2006                                             |
| 18   | Vissel Kobe          | 21   | 34 | 4  | 9  | 21 | 30 | 67 | −37  | Descendido a J. League Division 2 2006                                             |

 Fuente: J. League Data Site: 2005 J.LEAGUE Division 1 League table
Criterios de clasificación: 1) puntos; 2) diferencia de goles; 3) número de goles marcados; 4) resultados entre los equipos en cuestión.
Notas:
1. ↑  JEF United Chiba se clasificó para la Copa de Campeones A3 2006 al ganar la Copa J. League 2005.

Sistema de puntuación: Victoria = 3 puntos; Empate (E) = 1 punto; Derrota = 0 puntos
|                                 |
|                                 |
| Campeón Gamba Osaka 1.er título |

## J. League 2
Tras varios años sin nuevos equipos, en 2005 ingresaron en el campeonato Thespa Kusatsu y Tokushima Vortis. Con dos equipos como mayores dominadores, esta edición mostró una mayor igualdad en la lucha por la tercera plaza de promoción. Ascendieron a J1 Kyoto Purple Sanga y Avispa Fukuoka, y destacó como máxima revelación Ventforet Kofu al obtener la plaza de promoción. En el partido de ida Ventforet ganó en casa a Kashiwa Reysol por 2-1, y en la vuelta seis goles del delantero Baré dieron el ascenso al equipo de Kofu.
En la temporada siguiente se sumaría un nuevo equipo, el Ehime FC.

### Clasificación
| Puesto | Equipo             | Ptos | V  | E  | P  | GF | GC | DG  | Nota                     |
| ------ | ------------------ | ---- | -- | -- | -- | -- | -- | --- | ------------------------ |
| 1      | Kyoto Purple Sanga | 97   | 30 | 7  | 7  | 89 | 40 | +49 | Asciende                 |
| 2      | Avispa Fukuoka     | 78   | 21 | 15 | 8  | 72 | 43 | +29 | Asciende                 |
| 3      | Ventforet Kofu     | 69   | 19 | 12 | 13 | 78 | 64 | +14 | Promoción J1-J2 Asciende |
| 4      | Vegalta Sendai     | 68   | 19 | 11 | 14 | 66 | 47 | +19 |                          |
| 5      | Montedio Yamagata  | 64   | 16 | 16 | 12 | 54 | 45 | +9  |                          |
| 6      | Consadole Sapporo  | 63   | 17 | 12 | 15 | 54 | 57 | -3  |                          |
| 7      | Shonan Bellmare    | 54   | 13 | 15 | 16 | 46 | 59 | -13 |                          |
| 8      | Sagan Tosu         | 52   | 14 | 10 | 20 | 58 | 58 | 0   |                          |
| 9      | Tokushima Vortis   | 52   | 12 | 16 | 16 | 60 | 76 | -16 |                          |
| 10     | Mito HollyHock     | 52   | 13 | 13 | 18 | 41 | 57 | -16 |                          |
| 11     | Yokohama FC        | 45   | 10 | 15 | 19 | 48 | 64 | -16 |                          |
| 12     | Thespa Kutatsu     | 23   | 5  | 8  | 31 | 26 | 82 | -56 |                          |

Sistema de puntuación: Victoria = 3 puntos; Empate (E) = 1 punto; Derrota = 0 puntos

### Promoción por el ascenso
| Partido de ida; 7 de diciembre de 2005 | Ventforet Kofu          | 2:1 (1:1) | Kashiwa Reysol | Parque Deportivo de Kose, Kōfu                             |                                                            |
| 19:04 (JST)                            | Kuranuki 25' · Baré 48' | Reporte   | Reinaldo 11'   | Asistencia: 12 372 espectadores Árbitro(s): Jōji Kashihara | Asistencia: 12 372 espectadores Árbitro(s): Jōji Kashihara |

| Partido de Vuelta; 10 de diciembre de 2005 | Kashiwa Reysol             | 2:6 (0:2) (Global 3:8) | Ventforet Kofu                    | Estadio Hitachi Kashiwa, Kashiwa                            |                                                             |
| 15:04 (JST)                                | Reinaldo 52' · Unozawa 86' | Reporte                | Baré 10', 27', 53', 68', 69', 87' | Asistencia: 12 013 espectadores Árbitro(s): Masayoshi Okada | Asistencia: 12 013 espectadores Árbitro(s): Masayoshi Okada |

Ventforet Kofu ascendió a la Division 1 para la temporada 2006. Kashiwa Reysol descendió a la Division 2 para la misma temporada.

## Premios

### Individuales
- Jugador más valioso del campeonato: Araújo (Gamba Osaka
- Máximo goleador: Araújo, 33 goles (Gamba Osaka)
- Mejor debutante: Robert Cullen (Júbilo Iwata)
- Mejor entrenador: Akira Nishino (Gamba Osaka)
- Premio al juego limpio: Teruyuki Moniwa (FC Tokyo) y Masashi Oguro (Gamba Osaka)

### Mejor once inicial
| Posición | Futbolista          | Club                      | País                |
| -------- | ------------------- | ------------------------- | ------------------- |
| GK       | Motohiro Yoshida    | Cerezo Osaka              | Bandera de Japón    |
| DF       | Ilian Stoyanov      | JEF United Ichihara Chiba | Bandera de Bulgaria |
| DF       | Marcus Tulio Tanaka | Urawa Red Diamonds        | Bandera de Japón    |
| DF       | Yuji Nakazawa       | Yokohama F. Marinos       | Bandera de Japón    |
| MF       | Mitsuo Ogasawara    | Kashima Antlers           | Bandera de Japón    |
| MF       | Yuki Abe            | JEF United Ichihara Chiba | Bandera de Japón    |
| MF       | Fernandinho         | Gamba Osaka               | Bandera de Brasil   |
| MF       | Yasuhito Endō       | Gamba Osaka               | Bandera de Japón    |
| MF       | Tatsuya Furuhashi   | Cerezo Osaka              | Bandera de Japón    |
| FW       | Araújo              | Gamba Osaka               | Bandera de Brasil   |
| FW       | Hisato Satō         | Sanfrecce Hiroshima       | Bandera de Japón    |